# Srídhar Gosuami
No confundir con Srídhar Suami, sanscritólogo del siglo XV.
Bhakti Raksak Srídhar Deva Gosuami Majarash (10 de octubre de 1895, Japaníia – 12 de agosto de 1988, Návaduip) fue un escritor, erudito sánscrito y gurú de la religión krisnaísta (una rama del hinduismo) llamada «visnuismo bengalí».
Nació en Sripat Japaníia una aldea muy pobre en el distrito de Burdwan. Sus padres provenían ambos del mismo linaje bráhmana (gotra [linaje] sacerdotal hinduista) conocido como Rajarsi Vaisia gotra, pero eran pobres.

## Estudios y juventud
Ramendra Bhattacharia estudió bajo el sistema educativo colonialista del British Raj (Imperio británico).
Hacia los 15 años de edad aprendió a escribir versos en idioma sánscrito.
En el lecho de muerte de su padre le prometió a este casarse (aunque más tarde diría que internamente no estaba inclinado a hacerlo). Durante varios años tuvo que mantener al resto de su familia trabajando en el campo y cuidando vacas, en medio de una extrema pobreza.
En 1920 (a los 24 años de edad) Ramendra Bhattacharia se casó, abandonó su pueblo y su familia y fue a vivir a Calcuta (la capital de Bengala), donde consiguió trabajo en una oficina del Gobierno.
Durante seis años estudió leyes en el Krishnanath College (equivalente a una universidad actual), en Baharampur (distrito Mushirabad).
Allí conoció un movimiento de liberación contra el Gobierno británico, por el cual estuvo muy inclinado.
Se recibió de abogado, con un título de grado en filosofía (Bachelors of Arts degree in philosophy).

## Vida espiritual
Durante todos esos años estudiaba con profundidad las escrituras sagradas de la India, como el Bhágavat-purana, el Ramaiana, el Majábharata, los Upanishads, etc.
En 1926, mientras vivía en Calcuta, Ramendra Bhattacharia conoció al gurú krisnaísta Bhaktisiddhanta Sarasvati (1874-1937).
Ese mismo año falleció su esposa repentinamente.
En abril de 1927 se convirtió en miembro a tiempo completo de su institución, la Gaudiya Matha Institute, que tenía la misión de propagar las enseñanzas del santón bengalí Chaitania (1486-1534).
Pronto se convirtió en discípulo iniciado de su fundador, Bhaktisiddhanta.
En 1930, en Madrás, Bhaktisiddhanta inició a Ramendra Bhattacharia en el orden de vida de renuncia (tridandi sanniasa) y le dio el nombre honorífico Sri Bhakti Raksaka Sridhara Deva Gosuami.
- el término sánscrito śrīdhara es un título común entre los tridanda sanniasas. Significa ‘que sostiene [posee] a Śrī’. Shri es la diosa de la fortuna, la consorte de Visnú; pero en el caso de los krisnaístas, Shri se refiere a Radharani (la consorte del dios Krisná). En este caso, Shridhar también es un homenaje al escritor Sridhara Suami (renombrado comentarista del Bhágavata-purana).
- El término sánscrito bhakti rakshaka significa ‘guardián de la devoción’. Con ese nombre, BhaktiSiddhanta hizo un homenaje a una declaración del gran escritor krisnaísta Yiva Gosuami, quien en sus escritos sánscritos se refirió a Sridhara Suami, como bhakti eka raksaka (único guardián de la devoción).[3]

Fue un predicador prominente de la Gaudiya Math, viajó a través de toda la India y predicó en bengalí, hindi e inglés.
Cuando predicó en Calcuta (capital de Bengala) se alojaba en una habitación situada en el techo de la droguería de un hermano espiritual (o sea, de un discípulo de su propio gurú, Bhaktisiddhanta), donde mantuvo un pequeño centro de prédica. Ese hermano espiritual era Abhay Charan De, quien más tarde se convertiría en Bhaktivedanta Suami Prabhupada, que treinta años después fundaría la institución más exitosa en la historia del krisnaísmo: ISKCON (los Hare Krishna).

## Muerte de Bhaktisiddhanta
En los últimos días de diciembre de 1936, cuando Sridhara tenía 42 años, Bhaktisiddhanta lo llamó a su lecho de muerte y le pidió que cantara la canción Sri Rupa Manjari Pada (‘los pies de Rupa Mañyari’) ante la audiencia de los krisnaístas más elevados. Bhaktisiddhanta falleció en la madrugada del 1 de enero de 1937.
Más tarde Sridhara explicaría a sus discípulos que de ese modo él fue admitido —en una especie de «vida paralela» en el mundo espiritual— en la sección rasa seva (exclusivo grupo de niñas pastorcitas prepúberes, que sirven a las pastoras adolescentes que sirven a Radhá y Krisná).

## Un matha propio
Desde la muerte de Bhaktisiddhanta, Sridhara obtuvo muchos seguidores, que deseaban que él fuera nombrado acharya de la Gaudiya Math. Eso no sucedió, por lo que en 1941 (a los 46 años), desilusionado con el rumbo que tomaba la institución de su maestro, Sridhara fundó otra institución religiosa: la Sri Chaitanya Sarasuat Math.
Su hermano espiritual Sakhi Charan Prabhu compró un terreno en un lugar apartado a las orillas del río Ganges (en Navadvipa dham) para construir un templo.
En 1949 Sridhara le dio sanniás a su hermano espiritual Bhakti Prajñana Kesava Majarash, que luego se convirtió en líder e inició la institución Gaudiya Vedanta Samiti.
También dio sanniás a su hermano espiritual Bhakti Saranga Gosuami Majarash.

## Reiniciación de discípulos de otros maestros
Cuando ISKCON entró en crisis tras la muerte del exitoso Bhaktivedanta Suami en 1977, Sridhar Majarash reinició a muchos de sus discípulos, que estaban desilusionados con el rumbo que tomaba la institución de su maestro.
Hizo abrir un templo en San José (California), donde sus libros están siendo publicados.
También se abrieron centros de prédica en Londres, Filadelfia, México D. F., Caracas (Venezuela) y Bogotá (Colombia).
Inició aproximadamente a 35 sanniasis, abrió 10 templos (el más sobresaliente es el Sri Chaitanya Sarasvat Math, pero también comenzó un gran templo en la playa de Yáganat Puri.
En su propio math, se organizó una reunión anual de la Visva Vaisnava Raj Sabha (después de Gaura purnima) junto con Puri Majarash, Madhusudan Majarash, Kesava Majarash y otros.

## Muerte
En su vejez, Sridhara Gosuami delegó en su discípulo Bhakti Sundar Gosuami Majarash el cargo de continuar como el acarya sucesor para su propio math.
En sus últimos años, no sólo hindúes, sino varios cientos de discípulos de Bhaktisiddhanta Prabhupada acudieron a Navadvipa para escuchar sus charlas en inglés.
Falleció el 12 de agosto de 1988.
En su tumba, situada en el Sri Caitanya Sarasvat Math, se construyó en su nombre el «Templo de la Unión en Separación».

## Obras publicadas
Sridhar Majarash compuso oraciones y comentarios a textos en sánscrito y bengalí.
- La evolución subjetiva de la conciencia "evolucion subjetiva de la conciencia".
- Sermones del guardián de la devoción

"el guardian de la devocion".
- Armonía absoluta
- Prapanna jivan amrita (comentario sobre el Bhakti-rasamrita-sindhu).
- Textos de Bhakti Rakshak Sridhar: libros, artículos, oraciones, conversaciones, canciones
- Sri guru and his grace.
- The golden volcano of divine love (‘El volcán dorado del amor divino’).
- Sri sri prapanna-yivana-amritam.
- Sri sri prema dhama deva stotram.
- The hidden treasure of the sweet absolute (comentarios al Bhagavad-guitá).
  - El tesoro oculto del dulce Absoluto (versión en español).
- Loving search for the lost servant.
  - La amorosa búsqueda del señor por su sirviente perdido (versión en español).
- Subjective evolution of consciousness.
- The search for sri Krishna, reality the beautiful
  - La búsqueda de sri Krishna, la más hermosa realidad (versión en español).
- Home comfort - an introduction to inner fulfillment.
  - Dulce hogar (versión en español).
- Heart and halo.
- Srila guru maharaj: his divine pastimes and precepts in brief.
- The guardian of devotion: chronicle of a transcendental relationship.